# Ann-Louise Hansson (politiker)
Ann-Louise Hansson, född 17 januari 1958 i Luleå, Norrbottens län, är en svensk miljöpartistisk politiker och lärare.

## Biografi
Hansson var riksdagsledamot som ersättare under två månader 2012 för Jabar Amin.